# Эггенфельден
Эггенфельден (нем. Eggenfelden) — город и городская община в Германии, в Республике Бавария.
Община расположена в правительственном округе Нижняя Бавария в районе Ротталь-Инн.  Население составляет 12 810 человек (на 31 декабря 2010 года). Занимает площадь 44,50 км². Официальный код  —  09 2 77 116.
Городская община подразделяется на 7 городских районов.

## Население
По оценке на 31 декабря 2015 года население общины Эггенфельден составляет 13 456 чел. 

| Дата      | 1840 | 1871 | 1900 | 1925 | 1939 | 1950  | 1961  | 1970  | 1987  | 2011  |
| --------- | ---- | ---- | ---- | ---- | ---- | ----- | ----- | ----- | ----- | ----- |
| Население | 3291 | 3522 | 4512 | 5841 | 6771 | 10077 | 10279 | 10630 | 10897 | 12755 |

| Год       | 1960  | 1970  | 1980  | 1990  | 2000  | 2009  | 2010  | 2011  | 2012  | 2013  | 2014  | 2015  |
| --------- | ----- | ----- | ----- | ----- | ----- | ----- | ----- | ----- | ----- | ----- | ----- | ----- |
| Население | 10044 | 10585 | 10544 | 11600 | 12634 | 12827 | 12810 | 12846 | 12971 | 13090 | 13158 | 13456 |